# 灯塔镇 (东源县)
灯塔镇是中国广东省河源市东源县下辖的一个镇，位于灯塔盆地内。辖区总面积205平方公里，下辖1个社区13个村。总人口3.3万人。205国道、粤赣高速公路贯穿全镇。

## 行政区划
灯塔镇下辖以下村级行政区划单位
灯塔社区、白礤村、黄埔地村、柯木村、新光村、灯塔村、结游草村、安平村、莲塘村、犁园村、玉井村、下围村、黄土岭村和高车村。